# Achirus mucuri
Achirus mucuri is een straalvinnige vissensoort uit de familie van de amerikaanse tongen (Achiridae). De wetenschappelijke naam van de soort is voor het eerst geldig gepubliceerd in 2009 door Ramos, Ramos & Lopes.